# 1884 au théâtre
| Années du théâtre : 1881 - 1882 - 1883 - 1884 - 1885 - 1886 - 1887    |
| Décennies du théâtre : 1850 - 1860 - 1870 - 1880 - 1890 - 1900 - 1910 |

## Pièces de théâtre représentées
- 26 janvier : La Dame aux Camélias, interprétée au théâtre de la Porte-Saint-Martin par Sarah Bernhardt[1].

## Naissances
- 18 juin : Émile Mazaud

## Décès
- 25 décembre: Charles de La Rounat, dramaturge et directeur de théâtre français, né le 16 avril 1818.